# Mitsuke Harada
Mitsuke Harada ou Mitsusuke Harada (原田 見附, Harada Mitsuke) é um mestre de caratê, do estilo Shotokan, pioneiro na difusão da arte marcial no Brasil, quando em 1956 instalou seu dojô na rua Quintino Bocaiuva, em São Paulo.

## Biografia
Mitsusuke Harada nasceu em 1928, na Manchúria. Em 1948, ingressou na Universidade de Waseda. Em 1955, chegou ao Brasil, para trabalhar no Banco América do Sul, agência em São Paulo, e portava o 5º dan, outorgado diretamente pelo criador do estilo Shotokan, Gichin Funakoshi.